# Kolno (gemeente in powiat Kolneński)
De gemeente Kolno is een landgemeente in het Poolse woiwodschap Podlachië, in powiat Kolneński.
De zetel van de gemeente is in Kolno.
Op 30 juni 2004 telde de gemeente 8874 inwoners.

## Oppervlakte gegevens
In 2002 bedroeg de totale oppervlakte van gemeente Kolno 282,13 km², waarvan:
- agrarisch gebied: 73%
- bossen: 21%

De gemeente beslaat 30,02% van de totale oppervlakte van de powiat.

## Demografie
Stand op 30 juni 2004:
| Omschrijving                   | Totaal | Totaal | Vrouwen | Vrouwen | Mannen | Mannen |
| ------------------------------ | ------ | ------ | ------- | ------- | ------ | ------ |
| eenheid                        | aantal | %      | aantal  | %       | aantal | %      |
| inwoners                       | 8874   | 100    | 4416    | 49,8    | 4458   | 50,2   |
| bevolkingsdichtheid (inw./km²) | 31,5   | 31,5   | 15,7    | 15,7    | 15,8   | 15,8   |

In 2002 bedroeg het gemiddelde inkomen per inwoner 1204,14 zł.

## Administratieve plaatsen (sołectwo)
Bialiki, Borkowo, Brzozowo, Brzózki, Czernice, Czerwone, Danowo, Filipki Duże, Filipki Małe, Gietki, Glinki, Górskie, Górszczyzna, Gromadzyn-Wykno, Janowo, Kiełcze Kopki, Kolimagi, Kossaki, Kowalewo, Koziki-Olszyny, Kozioł, Kumelsk, Lachowo, Łosewo, Niksowizna, Obiedzino, Okurowo, Pachuczyn, Rydzewo-Świątki, Rupin, Stare Kiełcze, Stary Gromadzyn, Tyszki-Łabno, Tyszki-Wądołowo, (Truszki-Kucze en Truszki-Patory - wspólne sołectwo), Truszki-Zalesie, Waszki, Wincenta, Wszebory, Wścieklice, Wykowo, Zabiele, Zakaleń, Zaskrodzie, Żebry.

## Aangrenzende gemeenten
Biała Piska, Grabowo, Mały Płock, Pisz, Stawiski, Turośl, Zbójna